# College of Arms

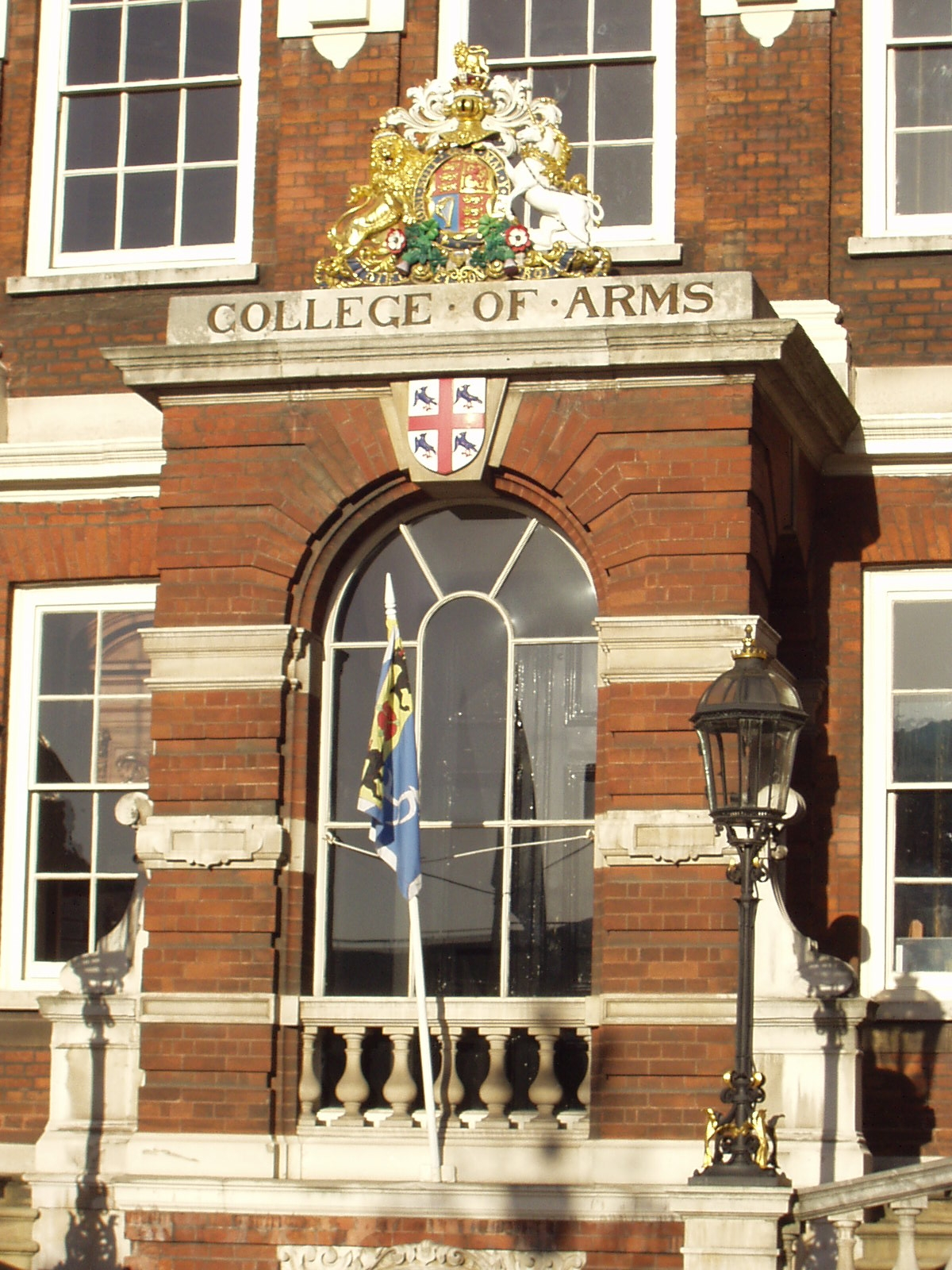
A entrada do College of Arms em Londres; no topo, o brasão real.

O Colégio de Armas (ou Heralds' College, College of Arms, em inglês) em Londres, é uma das poucas autoridades remanescentes em heráldica na Europa.
É o repositório oficial dos revestimentos de armas e origens da Inglaterra, de Gales, famílias do norte da Irlanda e da comunidade e seus descendentes. Seus registros incluem, também, cópias oficiais dos registros do Rei das Armas de Ulster, os originais de que remanescem em Dublin. Foi fundada em 1484 por Rei Ricardo III, é um dos reguladores da heráldica e criador de novas Armas.
Como o nome sugere, é uma corporação formada por profissionais em heráldica, que são delegados da autoridade do Rei para a Inglaterra, Gales e Irlanda do Norte. (A Escócia não está incluída, pois o país já possui uma autoridade heráldica local: o Rei de Armas Lord Lyon e seu escritório.) O colégio também atende a outras nações da Commonwealth que não tenham autoridades heráldicas. (Canadá e África do Sul possuem suas respectivas autoridades heráldicas, a Autoridade Heráldica do Canadá e o Bureau de Heráldica, respectivamente.)